# قلب من (فیلم ۲۰۰۲)
قلب من (به انگلیسی: The Heart of Me) فیلمی محصول سال ۲۰۰۲ و به کارگردانی تادوس اوسیلوان است. در این فیلم بازیگرانی همچون هلنا بونهام کارتر، اولیویا ویلیامز، پل بتانی، النور برون، لوک نیوبری، تام وارد، گیلیان هانا و اندرو هاویل ایفای نقش کرده‌اند.